# Avatar: Frontiers of Pandora
Avatar: Frontiers of Pandora es un videojuego de acción y aventura de mundo abierto basado en la serie de películas Avatar de James Cameron. El juego fue desarrollado por Massive Entertainment y publicado por Ubisoft para Microsoft Windows, PlayStation 5, Xbox Series X|S y Amazon Luna el 7 de diciembre del 2023 y se lanza para PlayStation 4 y Xbox One el 3 de junio de 2025.

## Premisa
Los jugadores toman el control de los na'vi y se embarcan en un viaje a través de la Frontera Occidental, una región nunca antes vista de Pandora, y deben hacer retroceder a las fuerzas de la RDA, que buscan amenazarla.

## Desarrollo
El juego se anunció por primera vez en marzo de 2017 cuando Massive anunció que su próximo gran título se basaría en Avatar de James Cameron. En una llamada de inversionistas de 2021, se reveló que el juego se lanzaría tentativamente entre abril de 2022 y marzo de 2023. El juego se tituló Avatar: Frontiers of Pandora con un tráiler en el E3 2021 y se anunció su lanzamiento en 2022. El juego está configurado para contar una historia independiente dentro del universo Avatar. El juego se retrasó en julio de 2022 desde su ventana de lanzamiento inicial de 2022 a 2023 o 2024.